# اوده هیشیگی هارا گاتامه
اوده هیشیگی هارا گاتامه (به ژاپنی: 腕挫腹固)-(به انگلیسی: Ude hishigi hara gatame) یکی از فنون و تکنیک‌های دستهٔ کاتامه-وازا رشتهٔ ورزشی جودو است که در زیردستهٔ کانستسو-وازا دسته‌بندی می‌شود.